# Petro Symonenko
Petro Mykolaijovyč Symonenko (in ucraino Петро́ Микола́йович Симоне́нко?; Donec'k, 1º agosto 1952) è un politico ucraino.
Già segretario del Partito Comunista d'Ucraina, si candida alle elezioni presidenziali del 1999: ottiene il 22,2% dei voti al primo turno, si piazza al secondo posto superando Leonid Kučma e, infine, consegue al ballottaggio il  37,8%. Alle successive elezioni presidenziali del 2004 ha ottenuto il 5,0%, mentre si è presentato da indipendente a quelle del 2010, in cui ha ricevuto il 3,5% dei voti.
Dopo essere stato delegato per conto dell'Ucraina al Consiglio d'Europa, dal 1994 al 1996 è stato membro della Commissione Parlamentare per la Costituzione dell'Ucraina.
La Commissione elettorale centrale dell'Ucraina ha vietato la sua candidatura per le elezioni presidenziali ucraine del 2019 a causa del fatto che lo statuto, il nome e il simbolismo del Partito Comunista dell'Ucraina non erano conformi alle leggi sulla decomunistizzazione del 2015.
«Petro Symonenko si è rifugiato in Bielorussia all’inizio del marzo 2022, ha dato il suo pieno appoggio all’invasione, denunciando il governo di Kiev come "regime fascista"».